# Хорватский часовой на посту в Аграме
«Хорватский часовой на посту в Аграме» — картина бельгийского художника Луи Галле из собрания Государственного Эрмитажа.
На картине изображен вооружённый ружьём, пистолетами и кинжалом мужчина в красном плаще, у его ног сидит большая белая лохматая собака с высунутым языком. Справа внизу подпись и дата: Louis Gallait Paris 1854.
Аграм — старое австрийское название города Загреб, который входил в так называемую «военную границу» Австро-Венгрии; окрестное население имело военную организацию, очень похожую на организацую российского казачества, и обязано было нести пограничную службу в австро-венгерской армии. В картине сильны этнографические мотивы, популярные в европейской живописи в середине и во 2-й половине XIX века.
Современный картине художественный критик так описывал её:

«Персонаж, одухотворенный изяществом, энергией и поэзией, стоит в ряду эпических разбойников, созданных современными писателями. Такими Байрон и Шиллер представляли себе своих ярких героев, добровольно поставивших себя вне общества, рассчитывая лишь на свои сабли и винтовки. Хорват, чья мужественная красота подчеркнута богатством живописного костюма и рядом с которым мы так жалки, подобен героям иллирийских и боснийских гузла, служивших образцами для Сбогара и Карла Мора». 
Картина была приобретена маршаном Артуром Стевенсом (братом художника Альфреда Стевенса) по поручению князя А. М. Горчакова ещё когда только Галле начинал над ней работать, 5 ноября 1851 года он писал Горчакову, что купил у Галле четыре картины, в том числе «Хорвата» и «Тассо в темнице». Однако во второй половине 1850-х годов она была перекуплена графом Н. А. Кушелевым-Безбородко. После его смерти в 1862 году картина, как и все произведения из его собрания, по завещанию была передана в Музей Академии художеств и вошла там в состав особой Кушелевской галереи, в галерейном каталоге 1868 года она значится как «Славонец». Картина была одной из самых популярных в музее академии и очень часто копировалась учениками, в частности известна копия, сделанная И. Е. Репиным. 
В 1922 году картина была передана в Государственный Эрмитаж, в 1929 году предполагалась к продаже за границу и была передана во внешнеторговую контору «Антиквариат», однако в 1931 году была возвращена в Эрмитаж. С конца 2014 года выставляется в здании Главного штаба в зале 344.